# 葵会
葵会（あおいかい）は、千葉県柏市に法人本部を置く、医療・介護・教育の展開をしている医療法人社団である。

## 概要
1972年（昭和47年）現理事長の新谷幸義が開設した新谷整形外科医院が始まりであり、「治す」と「防ぐ」を両立した医療を理念としている。12医療法人3社会福祉法人を擁し、全国14都道県に18病院2クリニック、53介護老人保健施設を展開している。

## 沿革
- 1972年（昭和47年）4月 広島県世羅郡世羅町にて、新谷整形外科医院 開設
- 1975年8月 社会福祉法人 広島新生会（現 葵新生会） 設立
- 1978年2月 医療法人社団 葵会 設立
- 1989年（平成元年）2月 千葉・柏リハビリテーション病院 開設
- 1993年8月 医療法人社団 あずま会が葵会グループに加入
- 1997年9月 東京本部を東京新丸の内ビル内に開設
- 同11月 社会福祉法人 真和会 設立
- 1999年7月 主たる事業所を東京都千代田区丸の内に移転
- 2001年3月 学校法人 葵会学園 設立
- 2004年3月 医療法人 晴生会・医療法人社団 和乃会が葵会グループに加入
- 2005年7月 広島平和クリニック がんドック先端医療健診センター 開設
- 2007年6月 医療法人社団 柏原会が葵会グループに加入（現 あずま会に吸収合併）
- 2008年1月 医療法人社団 ちとせ会が葵会グループに加入
- 同6月 医療法人社団 修和会が葵会グループに加入
- 2009年5月 医療法人財団 桜会が葵会グループに加入
- 2010年10月 医療法人社団 西奈会が葵会グループに加入
- 2011年4月 医療法人 恭和会が葵会グループに加入
- 同10月 医療法人社団 積信会が葵会グループに加入
- 2012年1月 医療法人社団 碧水会が葵会グループに加入
- 同2月 社会福祉法人 鈴の音会が葵会グループに加入
- 2013年3月 医療法人美瑛を医療法人社団葵会に吸収合併
- 2018年8月 2016年（平成28年）に閉鎖された神奈川県厚木市にある七沢リハビリテーション病院脳血管センターを神奈川県より移譲され[2]「AOI七沢リハビリテーション病院」として開院[3]。
- 2019年4月 いわき明星大学を吸収し、学校法人葵会学園と合併、医療創生大学開学